# Testek kémiája
A Testek kémiája (eredeti címe: Body Chemistry) 1990-es amerikai erotikus filmthriller, amelyet Kristine Peterson rendezett. A forgatókönyvet Jackson Barr készítette.  A főbb szerepekben Marc Singer, Lisa Pescia és Mary Crosby. 1990. március 9-én mutatták be az Egyesült Államokban. A magyar bemutatóról nincs információ. 
A produkció a Testek kémiája franchise első része. A következő részt 1991-ben mutatták be Testek kémiája 2. – Add nekem a hangod! címmel.

## Cselekmény
Dr. Tom Redding egy ambiciózus szexológus kutató, aki laborigazgatóvá szeretne előléptetni. Főnöke, Dr. Pritchard megbízza, hogy dolgozzon együtt Dr. Claire Archerrel a szexualitás és az agresszió biokémiájával kapcsolatos projekten, amellyel a laboratórium nagy összegű kormányzati támogatást nyerhet. Bár nős és van egy kilencéves fia, Tom enged Claire közeledésének, és szexuális kapcsolatot létesít vele.
Másnap Tom megtudja, hogy Claire kiszállt a projektből, ezért felkeresi a nőt a lakásán. Claire nem akarta a férfit bajba sodorni, de továbbra is szeretője akar maradni Tomnak. A nő azonban egyre követelőzőbbé válik, sőt odáig megy, hogy egy furgonnal megjelenik Tom háza előtt, és megpróbálja meggyőzni, hogy szado-mazo kapcsolatot folytasson vele, miközben a felesége és a fia a kocsifelhajtónál pakolja ki a bevásárlást. Tom a nő tudomására hozza, hogy meg akarja szakítani a kapcsolatot, de Claire visszautasítja, és meghívja őt egy meghitt vacsorára a lakásába, azonban Tom nem jelenik meg.
Claire képtelen elérni a férfit, ezért elküldi neki a veszekedésükről készült videofelvételt. Tom további elutasítására Claire a fiának is elküldi a felvételt, majd megjelenik a partijukon. Tom felesége, Marlee már tudja, hogy Tomnak viszonya van. Mikor Claire elhagyja a partit, felgyújtja a házat, Marlee pedig elmegy a gyerekkel. Tom feldühödve visszatér Claire lakására, és addig veri a nőt, amíg az meg nem ragad egy pisztolyt, és agyon nem lövi. Amikor a rendőrség megérkezik, Claire könnyek között magyarázza el, hogy viszonyuk volt, és amikor megpróbált szakítani vele, a férfi erőszakos lett, így kénytelen volt önvédelemből cselekedni.

## Szereplők
| Szerep            | Színész             | Magyar hang     |
| ----------------- | ------------------- | --------------- |
| Tom Redding       | Marc Singer         | Kautzky Armand  |
| Dr. Claire Archer | Lisa Pescia         | Detre Annamária |
| Marlee Redding    | Mary Crosby         | Fazekas Zsuzsa  |
| Freddie           | David Kagen         | Galkó Balázs    |
| Jason Redding     | H. Bradley Barneson | Előd Álmos      |
| Dr. Pritchard     | Joseph Campanella   |                 |

## Fogadtatás

### Kritikai visszhang
A Rotten Tomatoeson nem érkezett be elég értékelés a minősítéshez. Jim Hemphill az IndieWire-től azt írta: „A Testek kémiája alapgondolata gyakorlatilag megegyezik a Végzetes vonzerőével [...] a játékidő nagy részét a feszültség fokozásával tölti, a nézőt őrölve, hogy vajon a femme fatale a legjobb esetben is leleplezi-e szeretőjét és tönkreteszi-e a családi életét, vagy pedig a legrosszabb esetben testi sértést okoz neki és a családjának.”

### Bevétel adatai
A Box Office Mojo szerint a film 2,4 millió dolláros bevételt ért el, a költségvetésről nincs adat.